# Trappensee
Der Trappensee ist ein etwa 0,6 ha großer See in Heilbronn in Baden-Württemberg.

## Geographische Lage
Der Trappensee liegt am Westfuß der Heilbronner Berge etwa 2,5 km östlich des Heilbronner Stadtzentrums in einer Talmulde auf 183 m ü. NHN. Ihn speist der von der Köpferbrunnenanlage im Süden her das Tal durchlaufende Köpferbach, der in seinem unterhalb des Sees westlichen Unterlauf Pfühlbach genannt wird. Unmittelbar südlich des Sees verläuft die Kreisstraße 9550 (Jägerhausstraße) von Heilbronn zum Jägerhaus, zur Waldheide und nach Donnbronn.

## Geschichte
Den See gab es bereits im 16. Jahrhundert. Erstmals erwähnt wird er wohl in einer Streitsache von 1519, als ein Jos Unverworren das Wasser des Pfühlbachs zum Nachteil des weiter bachabwärts gelegenen Mönchsees in seinen See leitete. Ab 1573 wurde der See nach seinem neuen Besitzer, dem Bürgermeister Philipp Orth (1534–1603), Orthensee genannt. Orth errichtete 1575/76 dort ein Landgut mit Obstbau und Fischzucht und ließ inmitten der Wasserfläche ein Herrenhaus bauen. Das Anwesen war ab 1653 im Besitz des Bürgermeisters Ludwig Trapp (1596–1655), nach dem der See seinen heutigen Namen Trappensee erhielt. Das sogenannte Trappenseeschlösschen, ein kleines Wasserschloss inmitten des Sees, ließ der niederländische Admiral Heinrich August von Kinckel in seine heutige Gestalt umbauen, nachdem er 1784 in den Besitz der Anlage gekommen war.
Der Trappensee lag bis zur Ausbreitung der Stadt Heilbronn in ihr Umland im 20. Jahrhundert außerhalb der Siedlungsgrenze. Der im Dezember 2005 neu eingerichtete und von Zügen der Stadtbahn Heilbronn bediente Haltepunkt Heilbronn Trappensee an der nahe gelegenen Bahnstrecke Crailsheim–Heilbronn ist nach ihm benannt.